# Кустоца

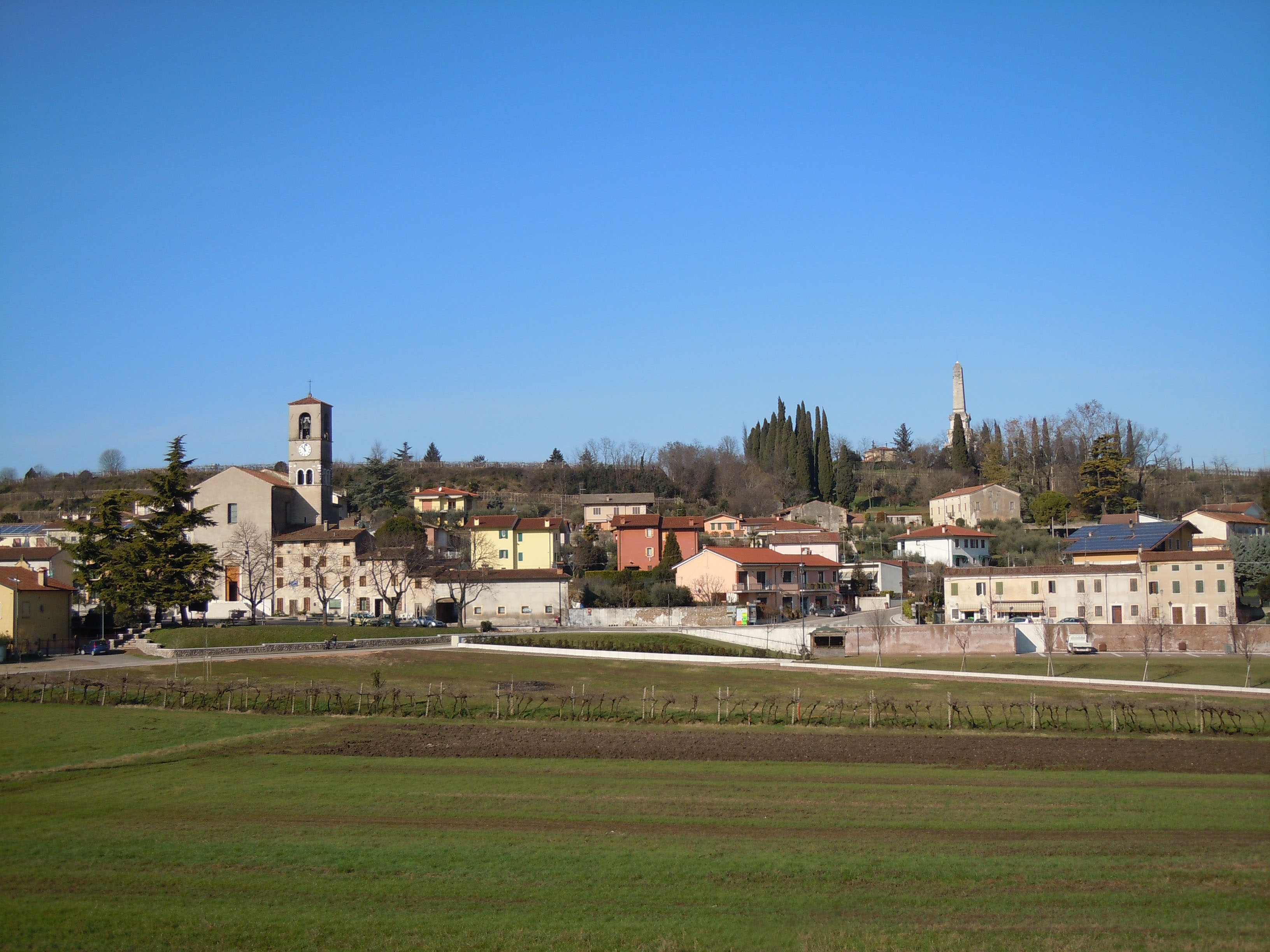
Панорама Кустоци

Кусто́цза (італ. Custoza) — селище в муніципалітеті Соммакампанья, Ломбардія  з населенням близько 1 200 жителів.

## Історія
Поблизу Кустоци  24 липня — 25 липня 1848 відбулась битва між військами Сардинського королівства під командуванням короля Карла Альберта та Австрійської імперії під командуванням фельдмаршала Йозефа Радецького під час Австро-італійської війни 1848–1849 років, у якій австрійці здобули перемогу, внаслідок чого був підписаний мирний договір з Сардинським королівством.
24 липня 1866 р. під час Австро-італійської війни 1866 року відбулася битва між італійською армією під командуванням короля Віктора Еммануїла II та австрійським військом під проводом ерцгерцога Альбрехта. Австрійці, зосередивши під Кустоцою переважні сили, відкинули італійців, що спричинило їхній загальний відступ. 
Поразка під Кустоцою змусила Італію відмовитися від наступу на Венецію.
| Італія | Це незавершена стаття з географії Італії. Ви можете допомогти проєкту, виправивши або дописавши її. |